# Хромісти
Хромісти (Chromista) — поліфілетична група організмів, одне з царств в системі Томаса Кавальє-Сміта, запропонованій в 1981 році; раніше хромісти вважалися підцарством протистів. 
Це евкаріоти, клітини яких містять вторинно-симбіонтний хлоропласт (евкріотична клітина захопила іншого евкаріота, що містить хлоропласт), та еволюційні нащадки таких організмів, зокрема й ті, які втратили внутрішнього евкаріотичного симбіонта. До цих організмів належать деякі водорості (гетероконтні), опаліни (великі одноклітинні істоти з джгутиками, що мешкають у клоаці жаби), а також деякі організми, що раніше вважалися грибами.

## Історія класифікації
Царство хромистів виділив Томас Кавальє-Сміт 1981 року в двох із трьох його систем органічного світу. У 1986 році Кавальє-Сміт визначився зі складом царства, включивши в нього 3 групи:
- Криптофітові водорості (Cryptophyta)
- Гаптофітові водорості (Haptophyta)
- Гетероконтові водорості (Heterokontophyta), які включають ооміцети, діатомові водорості та ін.

Надалі монофілія групи в такому складі була спростована, через що низка систематиків не визнали виокремлення цього царства, продовжуючи вважати всіх евкаріотів, що не належать до тварин, рослин або грибів, протистами.
Ті макросистематики, що виокремлювали царство хромістів, крім гетероконтів включали до нього різні таксони залежно від свого бачення класифікації евкаріот. Доведено, що процес симбіогенезу евкаріотичних водоростей відбувався неодноразово[джерело?], тому монофілія царства сумнівна.